# 塩原御用邸
塩原御用邸（しおばらごようてい）は、1904年（明治37年）に造営された御用邸である。1946年（昭和21年）に廃止された。

## 概要

### 御料地編入
1887年（明治20年）6月20日に宮内省御料局長より、栃木県や東北地方の知事に対し官有林野に関する調査を実施し、1888年（明治21年）から1890年（明治23年）にかけて全国で357万ヘクタールの官有林野が御料地に編入された。御料林の増加は一般的には林業経営による皇室財産の増強を図るためであるが、特に栃木県内では塩原、日光、那須と、林業よりは風光明媚な場所が指定されていた。これらは東京で疫病流行時に於ける天皇や皇族の一時的な移転地候補として御料地とされていた。
1890年には、福渡地区の住民より、住民共有地を離宮建設地として宮内省へ献納願いを出したが、宮内省からの回答は「御料地編入とするのは官有原野および官有林野のみである」として、このときは献納されなかった。この土地は、後に町有地となり、塩原温泉天皇の間記念公園が開設された

### 御用邸造営まで
当時の皇太子嘉仁親王（後の大正天皇）は、虚弱であったので1902年（明治35年）7月31日から9月19日までの51日間、中山侯爵家の別荘に避暑に行啓した。このとき三島家別荘も訪問していた。中山侯爵家は、明治天皇の生母：中山慶子の実家であり、中山孝麿は明治天皇の従弟であった。慶子もたびたび別荘を訪れており、塩原温泉郷や夏季の気候を明治天皇に奏上していたことと、健康にも良いと侍医の勧めもあり、嘉仁親王の塩原での避暑が決まった。
1903年（明治36年）の夏にも再び塩原に行啓したが、中山家別荘では長期滞在には手狭なため、宮内省からの要請で三島子爵家の別荘を借り上げ35日間滞在した。嘉仁親王は塩原温泉をたいそう気に入り、当時の三島家当主である三島弥太郎が、「皇太子殿下のお好みに叶ったのならば」と宮内省へ別荘献納を申し出たことにより、1903年（明治36年）12月に塩原の地に御用邸が造営された。

### 三島家別荘
三島家別荘は、三島通庸が離宮としての献上を視野に入れて1884年（明治17年）に建造したものであるが、当時は箱根に離宮があったのみでほかに御用邸はなかったので検討はされたものの裁可されず三島家別荘として一族の静養の場として使用されていた。

### 御用邸造営後
御用邸となった当初は三島別荘を増改築しただけの建物であったが、1905年（明治38年）7月には新御在所が造営され、翌年にはさらに増築された。
宮内庁文書によると明治35年から明治44年までの9年間に、嘉仁親王の塩原滞在日数は206日にも及んだ。
1939年（昭和14年）当時敷地約1万5500坪、建坪3000坪の敷地内に源泉を有していた。大正天皇や昭和天皇に加えて、数多くの皇族が避暑目的で利用したが、特に、幼少期の三笠宮崇仁親王が学習院就学から約10年間にわたって毎年夏に利用したことから、「澄宮御殿」と通称された。
1944年（昭和19年）夏から1945年（昭和20年）初秋にかけて、女子学習院の初等科4年生から中等科2年生の212名と職員31名が塩原塩の湯温泉の明賀旅館を疎開先としたため、当時学習院に通学していた昭和天皇の皇女和子内親王・厚子内親王、就学前であった貴子内親王の疎開先としても利用され、御用邸前庭に内親王用の地下防空壕が掘られ、現存している。
1946年（昭和21年）には皇室財産整理のため御用邸は廃止されたが、視力障害者復帰施設として利用するため厚生省へ移管。
財団法人失明者保護協会による塩原光明寮となった。1947年（昭和22年）9月8日、昭和天皇と香淳皇后が行幸啓（昭和天皇の戦後巡幸の一環）。寮生らを励まされた。
1948年（昭和23年）には「国立塩原光明寮」が開設され、1964年（昭和39年）に「国立塩原視力障害センター」へ改編し、1981年（昭和56年）の改築を経て、2013年（平成25年）まで使用された。

## 遺構

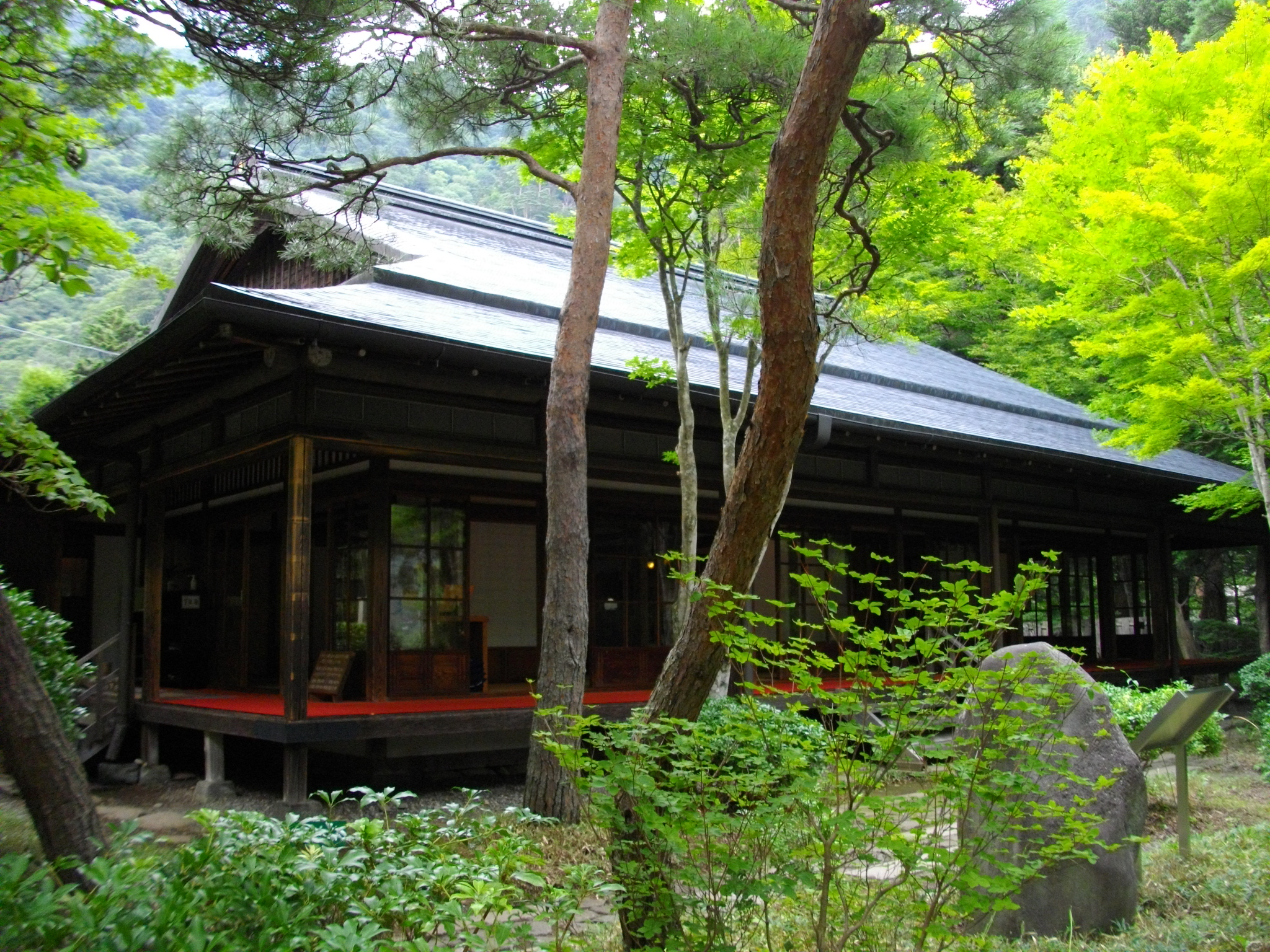
塩原温泉天皇の間記念公園には本御用邸の建物の一部が移築されている。

1981年（昭和56年）の同センター改築に伴い、旧御座所棟を塩原町が取得し、近隣へ移築保存された。栃木県有形文化財に指定され、現在は「塩原温泉天皇の間記念公園」として一般公開されている。御用邸正門の外灯の内1基が公園入口門柱脇に移設された。
前述のようにコンクリート製の地下防空壕は現地に残されている。

## 跡地
2017年時点では那須塩原市が、旧御用邸跡地の総敷地5万平方メートルのうち、土砂災害警戒区域などを除く2万平方メートルの取得を目指しており、天皇の間を再移築し公園や駐車場設置を検討している。